# Latinerkvarteret (Aarhus)
 For alternative betydninger, se Latinerkvarter (flertydig). (Se også artikler, som begynder med Latinerkvarter)
Latinerkvarteret er den nordligste del af det ældste Aarhus og er en del af Indre By. Det ældre og historiske område består af Mejlgade, Nørregade, Paradisgade, Badstuegade, Klostergade, Volden, Studsgade, Borggade, Guldsmedegade(kun den brolagte del) Rosensgade og Graven med Klostergade/Graven som kvarterets hovedstrøg og Pustervig Torv som den ældre centrale plads. Oprindelsen til navnet Latinerkvarteret er der delte meninger om. Nogle hævder at det er Latinerkvarteret i Paris der har været inspiration, mens andre giver bydelens høje alder og den gamle latinskole (nuværende Aarhus Katedralskole) grundlagt i 1195 som forklaring. Endvidere mener nogle, at kvarteret har haft sit navn siden 1940'erne, mens andre placerer navneoprindelsen til 1960'erne. Området er de seneste årtier blevet mere og mere eftertragtet og besøgt - kendt for dets små hippe gader med et væld af specialbutikker, caféer og restauranter og ofte med gade- og studenterliv af næsten sydlandsk karakter. 

## Galleri
- Den lille park Sankt Olufs Kirkegård
- Pustervig Torv
- Klostertorv
- Lille Torv

- Mejlgade
- Juuls Farvehandel (Mejlgade), den ældste verdslige bygning i Aarhus.
- Graven på en stille dag
- Volden (shopping)
- Graven (Latinerfestival)
- Klostergade
- Guldsmedgade
- Studsgade